# Borrowed Tunes II: A Tribute to Neil Young
Borrowed Tunes II: A Tribute to Neil Young es un álbum recopilatorio de varios artistas versionando canciones compuestas por el músico canadiense Neil Young. Parte de los beneficios por la venta del álbum fueron donados a The Bridge School, que desarrolla y usa tecnologías para ayudar al aprendizaje de niños con discapacidades, y a Safehaven. 

## Lista de canciones
Disco uno
1. 54-40, "Borrowed Tune"
2. Jets Overhead, "Mr. Soul"
3. Dala, "Ohio (Medley)"
4. Barenaked Ladies, "Wonderin'"
5. City and Colour, "Cowgirl In the Sand"
6. Harpoondodger & Pat Robitaille, "Sugar Mountain"
7. Great Lake Swimmers, "Don't Cry No Tears"
8. Danny Michel, "After the Goldrush"
9. Finger Eleven, "Walk On"
10. Andre, "Alabama"
11. Tom Cochrane, "Old Man"
12. Tom Wilson, "Expecting to Fly"
13. Chantal Kreviazuk, "A Man Needs a Maid"
14. Alana Levandoski, "Don't Be Denied"
15. Ron Sexsmith, "Philadelphia"
16. Dave Gunning, "A Dream That Can Last"
17. Melissa McClelland, "Cinnamon Girl"
18. Liam Titcomb, "Bandit"
19. Kyle Riabko, "Helpless"

Disco dos
1. Neverending White Lights, "Change Your Mind"
2. Raine Maida, "Don't Let It Bring You Down"
3. Jeremy Fisher, "Harvest
4. The Trews, "Come On Baby Let's Go Downtown"
5. Jorane, "Needle and the Damage Done"
6. Grimskunk, "Rockin' In the Free World"
7. Matt Mays, "Sample and Hold"
8. Astrid Young, "Sleeps With Angels"
9. Attack in Black, "A Man Needs a Maid"
10. Blackie & The Rodeo Kings, "Unknown Legend"
11. Adrienne Pierce, "Pocahontas"
12. Joel Kroeker, "When God Made Me"
13. The Saint Alvia Cartel, "Thrasher"
14. Justin Nozuka, "Bad Fog of Loneliness"
15. Cuff the Duke, "Words (Between the Lines of Age)"
16. Tara MacLean, "Natural Beauty"
17. George Canyon, "Harvest Moon"
18. Chris Seldon, "Long May You Run"